# 15 años de éxitos
| Críticas profissionais | Críticas profissionais |
| Avaliações da crítica  | Avaliações da crítica  |
| Fonte                  | Avaliação              |
| ---------------------- | ---------------------- |
| Allmusic               | [ 1 ]                  |

15 años de éxitos é o primeiro álbum de grandes êxitos do cantor mexicano Alejandro Fernández.

## Faixas

### CD
| N.º | Título                                                           | Duração |  |
| 1.  | "Me Dediqué A Perderte" (Leonel García)                          | 3:54    |  |
| 2.  | "Qué Voy A Hacer Con Mi Amor" (Luis Carlos Monroy, Raúl Ornelas) | 4:08    |  |
| 3.  | "Qué Lástima" (Jaime Flores)                                     | 4:22    |  |
| 4.  | "Canta Corazón" (Gian Marco)                                     | 4:14    |  |
| 5.  | "No Sé Olvidar" (Kike Santander)                                 | 4:21    |  |
| 6.  | "Si Tú Supieras" (Kike Santander)                                | 4:06    |  |
| 7.  | "Niña Amada Mia" (Jorge Massias)                                 | 3:14    |  |
| 8.  | "Si Tu No Vuelves" (Fato)                                        | 3:15    |  |
| 9.  | "Tantita Pena" (Kiko Campos, Fernando Riba)                      | 3:29    |  |
| 10. | "Si He Sabido Amor" (Humberto Estrada)                           | 3:53    |  |
| 11. | "Loco" (Jorge Massias)                                           | 3:16    |  |
| 12. | "Abrazame" (Rafael Ferro García, Julio Iglesias)                 | 3:18    |  |
| 13. | "Nube Viajera" (Jorge Massias)                                   | 4:04    |  |
| 14. | "Como Quien Pierde Una Estrella" (Humberto Estrada)              | 3:32    |  |
| 15. | "Piel De Niña" (Jesús Gluck, Honorio Herrero)                    | 2:41    |  |
| 16. | "El Lado Oscuro Del Amor" (Aleks Syntek)                         | 4:31    |  |

### DVD
1. Me Dediqué A Perderte
2. Qué Voy A Hacer Con Mi Amor
3. No Sé Olvidar
4. Si Tú Supieras
5. Niña Amada Mia
6. Si Tu No Vuelves